# Profeta Ezechiele (Piero della Francesca)
Il Profeta Ezechiele è un affresco (193 cm alla base) di Piero della Francesca e aiuti, facente parte delle Storie della Vera Croce nella cappella maggiore della basilica di San Francesco ad Arezzo, databile al 1458-1466. Si trova nel registro superiore della parete centrale, a sinistra della vetrata centrale e fa pendant con il Profeta Geremia sul lato opposto. Ezechiele in particolare venne dipinto in massima parte dall'assistente Giovanni di Piamonte, come dimostra il chiaroscuro secco e grafico dei riccioli, o la sfumatura approssimativa del panneggio del mantello. Il disegno viene comunque attribuito al maestro.

## Descrizione e stile
Nel programma iconologico dei cicli di affreschi dell'epoca è usuale trovare anche la rappresentazione di un certo numero di profeti dell'Antico Testamento, che però di solito si trovano in cornici o zone marginali, di dimensioni spesso più piccole. Piero invece li rappresentò a grandezza uguale a quella delle altre figure del ciclo, posti su uno sfondo neutro monocolore e appoggiati su un gradino marmoreo.
L'identificazione dei profeti è incerta poiché mancano attribuiti specifici o cartigli che ne stabiliscano inequivocabilmente l'identità o il contenuto delle loro profezie. 
L'identificazione di Ezechiele si basa sul riscontro della sua posizione al di sopra dell'Annunciazione, per via della sua visione della porta clausa (Ez 44,1) che nel medioevo era identificato come uno dei più popolari simboli di Maria: nella scena sottostante infatti una porta chiusa si trova dietro l'Angelo. 
La veste del profeta è rossa, con mantello verde, mentre nel profeta Geremia il rosso sta sul mantello, secondo un'alternanza di colori frequente nell'arte pierfrancescana.